# Miriam Ast
Miriam Ast (* 1989 in Speyer) ist eine deutsche Jazzmusikerin (Gesang, Altsaxophon, Komposition).

## Leben und Wirken
Ast studierte seit 2009 Jazzgesang und Saxophon an der Hochschule für Musik Mainz. Mit ihrem Quartett trat sie 2010 auf der Bundesgartenschau in Koblenz auf. Von 2011 bis 2013 gehörte sie als Sängerin zum Vokalensemble des Bundesjugendjazzorchesters. Sie schloss 2016 ihr Master-Studium in London an der Royal Academy of Music mit Auszeichnung ab.
Ast konnte durch das Cathedral-Projekt mit Vitold Rek und Peter Reiter und durch das Konzert Tribute to Ella & Louis mit Kai Werth in der Jazzreihe Treffpunkt Jazz auf sich aufmerksam machen. Weiterhin gehörte sie zu der Band The Ropesh. Sie stand zudem mit John Taylor, Glauco Venier, Matthias Nadolny, Maria Pia De Vito, Gerd Dudek, Sebastian Sternal, Klezmers Techter, der freien Improvisationsgruppe We be 3 und Giora Feidman auf der Bühne.
Ast ist seit 2015 Mitglied des London Vocal Project unter der Leitung von Pete Churchill, mit dem sie auf dem EFG London Jazz Festival und dem Cambridge Jazz Festival auftrat. Mit der Gesangsgruppe war sie Teil des Miles Ahead Project, einer Adaption des Instrumental-Albums von Gil Evans für Stimmen in Zusammenarbeit mit Jon Hendricks, die 2017 in New York uraufgeführt wurde. Aktuell arbeitet sie im eigenen Quintett und im Duo mit dem spanischen Pianisten Victor Gutierrez, mit dem sie 2018 das Album Secret Songs bei Mons Records vorlegte. Sie ist auch mit The Ropesh, Klezmers Töchter (Mayim) und dem Bujazzo (25) auf Platte zu hören. 2023 legte Ast mit ihrem Trio – mit Daniel Prandl und Jörg Brinkmann – das Album Tales & Tongues (Unit Records) vor.
Ast ist Dozentin am Leeds College of Music.

## Preise und Auszeichnungen
Mit ihrem Quartett errang Ast 2010 den ersten Preis bei Jugend jazzt. Mit der Band The Ropesh hat sie 2013 den Jungen Deutschen Jazzpreis Osnabrück gewonnen. Sie war eine von sieben ausgewählten Halbfinalistinnen bei der Shure Montreux Jazz Voice Competition 2017. Im selben Jahr wurde sie mit dem Ast/Gutierrez-Duo beim Internationalen Jazzwettbewerb in Bukarest mit dem Preis als beste Vokalgruppe ausgezeichnet.